# Eubranchus cucullus
Eubranchus cucullus is een slakkensoort uit de familie van de Eubranchidae. De wetenschappelijke naam van de soort is voor het eerst geldig gepubliceerd in 1985 door Behrens.